# هدی حدادی
هدی حدادی (متولد ۱۴ بهمن ۱۳۵۵) تصویرگر، نویسنده و شاعر ایرانی است. در بیشتر آثار او زنان و روایت های زنانه محور اصلی هستند. این زنان در ارتباط با خود یا طبیعت تعریف می شوند. هدا حدادی در آثار تصویری به‌خاطر تکنیک کلاژ و به‌خصوص کلاژ کاغذهای شفاف و در آثار نوشتاری به خاطر تصویرسازی دقیق در توصیف موقعیت و شخصیت ها نزد مخاطبان خود شناخته شده است.

## زندگی
او در آغاز انقلاب اسلامی در ایران سه ساله بود و وقتی پنج ساله شد جنگ ایران و عراق آغاز و به مدت هشت سال ادامه یافت. اما در نقاشی های کودکی او فقط دختران و زنان و طبیعت حضور دارند. در سن ده سالگی با خواندن شاهنامه فردوسی به روایت‌های داستانی شاعرانه علاقه‌مند شد و شروع به نوشتن کرد اما فعالیت حرفه ای خود را از سن نوزده سالگی و با چاپ اثر تصویری در کیهان بچه‌ها و اثر داستانی در مجله سروش نوجوان آغاز کرد. تا کنون بیش از هشتاد کتاب از او در ایران و سایر کشورهای جهان مانند آمریکا، دانمارک، ژاپن و فرانسه چاپ شده و برخی از آثار وی جوایز بین المللی دریافت کرده اند. او همچنان درباره مسایل زنان و اصالت روایت های زنانه صحبت میکند.   
از آثار پر مخاطب او در ایران رمان دلقک و در جهان کتاب دو دوست و دختر طبل زن هستند.

کتاب دو دوست نوشته هدا حدادی که در سال ۱۳۸۶ به چاپ رسیده‌است.

همچنین شخصیت کوتی کوتی (یک هزارپای آبی رنگ بازیگوش) از مجموعه کتاب‌های کوتی کوتی نوشته فرهاد حسن زاده و چاپ کانون پرورش فکری کودکان و نوجوانان که محبوب کودکان ایرانی است توسط هداحدادی تصویرگری شده است.

## جوایز
او تا کنون جوایز متعددی از جشنواره‌های ایرانی و خارجی دریافت کرده‌است و در سال ۲۰۱۸ موفق شد تا پنج ستارهٔ روزنامه پولیتیکن دانمارک به خاطر نوشتن و تصویرگری کتاب کوهی که می‌خواست سفر کند (Bjerget der ville rejse) را دریافت کند. ازجمله جوایزی که هدا حدادی کسب کرده عبارتند از:
- مدال طلای بهترین کتاب تصویری در جایزه بین‌المللی کتاب-آمریکا 2018[۸]
- مدال طلای بهترین تصویرگر ۲۰۱۷ ادبیات کلاسیک (آمریکا)[۹]
- مدال طلای بهترین تصویرگر ۲۰۱۷ جایزهٔ مون بیم اوارد (آمریکا)[۱۰][۱۱]
- کاندیدای جایزهٔ آسترید لیندگرن (سوئد) ۲۰۱۲
- جایزه بهترین کتاب‌های عربی ۲۰۱۴ بحرین
- جایزه افق‌های ویژه بولونیا ایتالیا ۲۰۱۰[۱۲]
- جایزهٔ بزرگ فستیوال تصویرگری بلگراد ۲۰۰۸
- پلاک طلای فستیوال براتیسلاوا ۲۰۰۶
- جایزه سوم نمایشگاه تتریو (ایتالیا) ۲۰۰۶
- جایزه تشویقی نوما (ژاپن) ۲۰۰۲ و ۲۰۰۸
- جایزه دوم جشنواره ادبیات کودک کاتا (هند) ۲۰۰۶
- لوح تقدیر جشنوارهٔ مولانا اسلو (نروژ) ۲۰۱۲
- منتخب سه دهه کتاب کودک ایران (دانشگاه شیراز) ۱۳۹۵
- تندیس عباس یمینی شریف ۱۳۹۲ (شعر)
- دریافت لوح تقدیر شورای کتاب کودک ۱۳۹۲-۱۳۸۸-۱۳۸۱

## مقالات
- ارائه مقاله "چرا زنان قهرمان داستان‌ها و افسانه‌ها نمی‌شوند؟" در سایت BBC فارسی[۱۳]

## نمایشگاه انفرادی
- کپنهاگ ۲۰۲۴ چایی زعفران ( مجموعه 50 اثر ) با موضوع زن و طبیعت
- کپنهاگ ۲۰۱۸ به یک خانه فکر می‌کنم (مجموعه ۸۰ اثر فعالیت‌های یک دهه هدا حدادی- تصویرگری و چیدمان)
- بلگراد ۲۰۱۰ مجموعه آثار هدا حدادی